# Jorge Luiz Calife
Jorge Luiz Calife (Niterói, 23 de outubro de 1951) é um escritor brasileiro de ficção científica.

## Biografia
Autor pertencente à vertente ficção científica “hard”, ou seja, com maior rigor científico, detalhamento e pesquisa. Foi Calife quem sugeriu a Arthur C. Clarke uma seqüência para 2001: Uma Odisséia no Espaço, inclusive fora creditado por Clarke em 2010: Uma Odisseia no Espaço 2. 
Trabalhou também como tradutor de obras importantes da ficção científica no Brasil como Duna de Frank Herbert e Eu, robô de Isaac Asimov. Ele também é jornalista, apresentando um trabalho relevante em jornais e revistas do Brasil, principalmente no jornalismo científico.
Calife também é autor dos livros infantis Onde o Vento faz a Curva, Cecília no Mundo da Lua e Rex, O Cachorro que Tinha Medo de Trovoada.

## Obras
- Space Opera - Odisseias Fantásticas Além da Fronteira Final (2011)
- Angela Entre Dois Mundos (2010, Devir Livraria)
- As Sereias do Espaço
- Como os Astronautas Vão ao Banheiro
- Contos Imediatos
- Espaçonaves Tripuladas
- História de Ficção Científica (Coleção Para Gostar de Ler vol. 38)
- Padrões de Contato (1985, Nova Fronteira)
- Horizonte de Eventos (1986, Nova Fronteira)
- Imaginários vol. I
- Isaac Asimov Magazine Nº 20
- Linha Terminal (1991, GRD)
- Os melhores contos brasileiros de ficção científica
- Onde o Vento faz a Curva
- Cecília no Mundo da Lua
- Rex, O Cachorro que Tinha Medo de Trovoada

## Premiações
- Prêmio Argos de melhor romance, em 2002
- Prêmio Argos pelo conjunto da obra, em 2015